# Варенуха
Варену́ха, також варе́на, варьо́ха, запіка́нка — безалкогольний, слабко- чи міцноалкогольний напій. У останньому випадку — горілка, зварена з медом і сухофруктами.

## Слабоалкогольний варіант
Готували узвар із сушених груш і слив, протягом ночі настоювали, відціджували, додавали червоний гострий перець (щоб забивало дух), м'яту, чебрець, материнку і, по можливості, заморські спеції — гвоздику, корицю, духмяний перець. Потім цю суміш парили з медом у печі й подавали у гарячому чи холодному вигляді.
Дехто з заможних господарів додавав до варенухи трохи горілки. У XIX ст. горілки на урочистостях вживали мало і варенуха успішно її заміняла.
Цей напій був у великій пошані і в запорозьких козаків. Варенуху подекуди й зараз готують на Середньому Подніпров'ї, Полтавщині, Слобожанщині.

## Міцноалкогольний варіант
Для приготування цієї наливки потрібно по 100 г сушених яблук, груш, вишні, сливи, родзинок, фіги (інжиру) й абрикос. Кожен інгредієнт, залитий 500—600 мл доброї горілки, потрібно настоювати в окремій посудині три — сім днів. Далі усі окремі настоянки слід разом із фруктами злити в одну посудину і додати склянку—дві меду. Накривши все кришкою (або заклеївши прісним тістом та покласти на неї невеликий ґніт — «щоб дух не втікав»), настоювати ще у достатньо теплій печі — «як після хліба» або у духовці: спочатку приблизно 20 хвилин тримати варенуху при температурі 150 градусів, потім зменшити до 80 градусів, ще через якийсь час — до 70. Раніше настоювання тривало цілу ніч, тобто 10—12 годин.